# Duális számok
A duális számok halmaza a valós számkör bővítése úgy, hogy felveszünk egy ε≠0 elemet, amelyre teljesül az ε2=0 egyenlőség.

Így duális számok azok, amelyek felírhatók {\displaystyle z=a+b\varepsilon \,} alakban.
A duális számok tekinthetők egy egydimenziós vektortér külső algebrájának. Az általános, n dimenziós eset a Grassmann-számokhoz vezet. A komplex számokhoz és a hasított komplex számokhoz hasonlóan a síkalgebra egyik megvalósítása.

## Konstrukció
A duális számokat a komplexekhez hasonlóan többféleképpen konstruálhatjuk:
- Rendezett párokként a megfelelő műveletek definiálásával
- Meghatározott alakú mátrixokként a szokásos mátrixszorzással és összeadással

Legyen {\displaystyle a+b\varepsilon ={\begin{pmatrix}a&b\\0&a\end{pmatrix}}}
A mátrixszorzás az ilyen mátrixok között kommutatív:
{\displaystyle {\begin{pmatrix}a_{1}&b_{1}\\0&a_{1}\end{pmatrix}}{\begin{pmatrix}a_{2}&b_{2}\\0&a_{2}\end{pmatrix}}={\begin{pmatrix}a_{1}a_{2}&b_{1}a_{2}+b_{2}a_{1}\\0&a_{1}a_{2}\end{pmatrix}}}
és
{\displaystyle {\begin{pmatrix}a_{2}&b_{2}\\0&a_{2}\end{pmatrix}}{\begin{pmatrix}a_{1}&b_{1}\\0&a_{1}\end{pmatrix}}={\begin{pmatrix}a_{2}a_{1}&b_{2}a_{1}+b_{1}a_{2}\\0&a_{2}a_{1}\end{pmatrix}}={\begin{pmatrix}a_{1}a_{2}&b_{1}a_{2}+b_{2}a_{1}\\0&a_{1}a_{2}\end{pmatrix}}}
- A {\displaystyle \mathbf {R} [X]/(X^{2})} gyűrűből, azaz a valósak feletti álló polinomok {\displaystyle X^{2}}-tel vett maradékosztályaiból,

ugyanúgy, ahogyan a komplex számokat tekinthetjük a valósak feletti polinomok {\displaystyle X^{2}+1}-gyel vett maradékosztályainak.
Ezek a definíciók algebrailag ekvivalensek.

## Műveletek

### Alapműveletek
Összeadás:

{\displaystyle (a+b\varepsilon )+(c+d\varepsilon )=(a+c)+(b+d)\varepsilon \,}
{\displaystyle {\begin{pmatrix}a&b\\0&a\end{pmatrix}}+{\begin{pmatrix}c&d\\0&c\end{pmatrix}}={\begin{pmatrix}a+c&b+d\\0&a+c\end{pmatrix}}}
Szorzás:

{\displaystyle (a+b\varepsilon )(c+d\varepsilon )=ac+ad\varepsilon +bc\varepsilon +bd\varepsilon ^{2}=ac+(ad+bc)\varepsilon \,}
{\displaystyle {\begin{pmatrix}a&b\\0&a\end{pmatrix}}{\begin{pmatrix}c&d\\0&c\end{pmatrix}}={\begin{pmatrix}ac&bc+da\\0&ac\end{pmatrix}}}

### Következmények
Osztás: 

{\displaystyle {a+b\varepsilon  \over c+d\varepsilon }={a \over c}+{(cb-ad) \over c^{2}}\varepsilon }
Csak akkor értelmezett, ha {\displaystyle c\neq 0\,} Ha c = 0, akkor a duális szám nulla, vagy nullosztó, ezért a duális számok nem alkotnak testet. Ha c nulla, de d nem, akkor az
{\displaystyle {a+b\varepsilon =(x+y\varepsilon )d\varepsilon }={xd\varepsilon +0}}
egyenlet nem oldható meg, ha a nem nulla, és ha nulla, akkor bármely
{\displaystyle {b \over d}+{y\varepsilon }}
duális szám megoldás. Így a tisztán duális számok triviális nullosztók, és ideált alkotnak a duális számok gyűrűjében.
Gyökvonás: 

{\displaystyle {\sqrt {a+b\varepsilon }}={\sqrt {a}}+{\frac {1}{2{\sqrt {a}}}}b\varepsilon }
Csak akkor értelmezett, ha {\displaystyle a>0\,}

### Definíciók
Konjugáció:

{\displaystyle a+b\varepsilon \mapsto a-b\varepsilon }
{\displaystyle z} konjugáltjának jele {\displaystyle z*}

## Algebrai tulajdonságok
A duális számok a fenti definíciókkal kommutatív egységelemes gyűrűt és a valós számok felett algebrát alkotnak. Karakterisztikájuk 0. Algebrájuk kétdimenziós a valós számok fölött. A valós számokkal szemben a duális számok nem alkotnak testet. Ennek akadályai a nullosztók: a 0 + bε alakú elemeknek nem lehet inverzük.

## Geometria
Az egységkört azok a duális számok alkotják, ahol a = 1 vagy −1, mivel z z* = 1  ahol z* = a − bε. Ezzel szemben 
{\displaystyle \exp(b\varepsilon )=\left(\sum _{n=0}^{\infty }(b\varepsilon )^{n}/n!\right)=1+b\varepsilon },
így az ε tengelyre alkalmazott exponenciális leképezés csak a kör felét fedi.
Legyen z = a + b ε! Ha a ≠ 0 és m = b /a, akkor z = a(1 + m ε) a z duális szám, és az m  meredekség az argumentuma. A forgatás a duális számsíkon tengelypárhuzamos nyírás, mivel (1 + p ε)(1 + q ε) = 1 + (p+q) ε.
Az abszolút téridőben a 
{\displaystyle (t',x')=(t,x){\begin{pmatrix}1&v\\0&1\end{pmatrix}}\ ,} azaz {\displaystyle \ \ t'=t,\ \ x'=vt+x,}
Galilei-transzformáció a nyugvó koordináta-rendszert a v sebességű mozgó kerettel hozza kapcsolatba. Az  egydimenziós tér eseményeit reprezentáló t + x ε duális szám ugyanezt a (1 + v ε)-nal való szorzással fejezi ki.
Adott  p és q duális számok meghatározzák a duális számoknak egy halmazát, amiben az egyes elemektől a p és q számokhoz húzott egyenes szakaszok meredeksége konstans. A duális számok síkján ez kör. Mivel az egyenlet, ami konstanssá teszi a meredekségeket, kvadratikus a valós részben, ezek a körök esetleg elfajult parabolák. A ciklikus forgatás a duális számokon egy projektív egyenes mozgásának feleltethető meg. Yaglom szerint a Z = {z : y = α x2} kör invariáns az 
{\displaystyle x_{1}=x,\ \ y_{1}=vx+y} nyírás és az
{\displaystyle x'=x_{1}=v/2a,\ \ y'=y_{1}+v^{2}/4a} eltolás kompozíciójára.
Ez a transzformáció ciklikus forgatás, amivel V. V. Kisil bővebben foglalkozott.

## Duális számok és függvények
A duális számokon értelmezhetjük az egész kitevőjű hatványozást, így a polinomokat is.
Ha adott egy {\displaystyle P(x)=p_{0}+p_{1}x+p_{2}x^{2}+...+p_{n}x^{n}} polinom, akkor ezt alkalmazhatjuk egy duális számra. Észrevehetjük, hogy
{\displaystyle P(a+b\varepsilon )=P(a)+bP^{\prime }(a)\varepsilon \,}, ahol {\displaystyle P^{\prime }} a {\displaystyle P} deriváltja.
Ezt a polinomokról kiterjeszthetjük az valós analitikus függvényekre:

{\displaystyle f(a+b\varepsilon )=f(a)+bf^{\prime }(a)\varepsilon }
A deriváltak megjelenését az a tulajdonság indokolja, hogy az {\displaystyle \varepsilon } hasonlóan viselkedik, mint a nemstandard analízisben a végtelenül kicsi mennyiségek, hiszen a négyzetével nem kell tovább számolni, elhagyható.

### Néhány függvény a duális számokon
{\displaystyle \sin(a+b\varepsilon )=\sin(a)+b\cos(a)\varepsilon \,}

{\displaystyle \cos(a+b\varepsilon )=\cos(a)-b\sin(a)\varepsilon \,}

{\displaystyle e^{(a+b\varepsilon )}=e^{a}(1+b\varepsilon )\,}

{\displaystyle ln(a+b\varepsilon )=ln(a)+{b \over a}\varepsilon \,}

## Modulus és argumentum
A komplex számokhoz hasonlóan a duális számokon is értelmezhető a modulus és az argumentum fogalma.
A modulust határozzuk meg a konjugált fogalmával:

{\displaystyle \rVert a+b\varepsilon \lVert ={\sqrt {(a+b\varepsilon )(a-b\varepsilon )}}=a} 

Ez összhangban van azzal, hogy {\displaystyle \varepsilon } bizonyos értelemben kicsi.
Az argumentum legyen 

{\displaystyle \arg(a+b\varepsilon )={\frac {b}{a}}}

Így a komplexekkel analóg módon 

{\displaystyle z=\rVert z\lVert e^{\varepsilon \arg(z)}}
Megmarad az a tulajdonság is, hogy szorzásnál az eredmény modulusa az eredeti modulusok szorzata és az eredmény argumentuma az eredeti argumentumok összege.

## Projektív egyenes
A duális számok fölötti projektív egyenessel  Grünwald és Corrado Segre. foglalkozott behatóbban.
Ahogy a Riemann-gömbhöz szükség van egy plusz pontra, hogy bezárja a gömböt az Északi-sarkon, úgy a duális számokhoz egy egyenes kell, hogy a duális számok síkjából hengert csináljon.
Tegyük fel, hogy D az  x + y ε alakú duális számok gyűrűje! Legyen ennek U az a részhalmaza, hogy x ≠ 0, ez az egységek csoportja D-ben. Legyen B = {(a,b) ∈ D x D : a ∈ U vagy b ∈ U}. Definiáljuk a ~ relációt a következőképpen: Legyen (a,b) ~ (c,d), ha van u ∈ U, hogy ua=c és ub=d. Ez egy ekvivalenciareláció, és osztályai éppen a duális számok fölötti projektív egyenes pontjai: P(D)  = B/ ~.
Tekintsük most a D → P(D) beágyazást, ahol 'z → U(z,1), és  U(z,1) a (z,1) ekvivalenciaosztálya! Ekkor az U(1,n), n2 = 0 pontok  P(D)-beliek, de nem képei a beágyazásnak. Most P(D)-t arra a hengerre vetítjük, ami a  {y ε: y ∈ ℝ}, ε2 = 0 egyenesben érinti a síkot. Az átellenes egyenest egy síksor tengelyeként kezeljük. Amely síkok metszik a duális számok síkját és a hengert, azok megfeleltetést adnak a két metszésvonal pontjai között. A duális számok síkjával párhuzamos sík a duális számok síkjának  U(1,n), n2 = 0 pontjainak felel meg a duális számok fölötti projektív egyenesen.

## Általánosítás
A duális számok megfelelői bármely kommutatív gyűrű fölött definiálhatók, mint az R[X] polinomgyűrű és az (X2) ideál hányadosa. Ekkor az X ez ε szerepét tölti be. Ezek a gyűrűk fontos szerepet töltenek be a deriválás algebrai elméletében és a tisztán algebrai differenciálformák, a Kähler-differenciálok elméletében.
Gyűrű fölött az a + bε duális elem egység, azaz invertálható akkor és csak akkor, ha a is egység az eredeti gyűrűben. Ekkor a + bε inverze a−1 − ba−2ε. Emiatt test vagy kommutatív lokális gyűrű fölött a duális elemek lokális gyűrűt alkotnak; maximális ideálja az ε által generált főideál.
Egy másik, szűkebb lehetőség az általánosításra n, egymással antikommutáló generátor bevezetése. Ezek a Grassmann-számok.

## Alkalmazások
A fizikában a duális számok jelentik a legegyszerűbb szuperteret. Ekvivalensen, egygenerátoros szuperszámok, ahol is szuperszámokon a Grassmann-számokat értik, de ahol n végtelen is lehet. A szuperterek ezt általánosítják tovább, megengedve felcserélhető generátorokat is.
A duális számok bevezetése a fizikába a Pauli-féle kizárási elven múlik, mivel a fermionok összes kvantumszáma nem egyezhet meg, nem lehetnek ugyanabban az állapotban egy atomban vagy molekulában. Az ε szerinti irány a fermion, az 1 iránya a bozon irány. Ha a koordinátákat felcseréljük, akkor a kvantummechanikai hullámfüggvény előjelet vált, emiatt ha a két koordináta egyenlő, akkor nulla. A kizárási elv abban is kifejeződik, hogy  ε2 = 0.

## Fordítás
Ez a szócikk részben vagy egészben  a   Dual number című angol Wikipédia-szócikk fordításán alapul.  Az eredeti cikk szerkesztőit annak laptörténete sorolja fel. Ez a jelzés csupán a megfogalmazás eredetét és a szerzői jogokat jelzi, nem szolgál a cikkben szereplő információk forrásmegjelöléseként.